# Moje życie beze mnie
Moje życie beze mnie (ang. My Life Without Me) – hiszpańsko-kanadyjski dramat filmowy z 2003 roku w reżyserii Isabel Coixet. Scenariusz powstał na podstawie powieści Nancy Kincaid pt. Pretending the Bed is a Raft. Zdjęcia kręcono w kanadyjskiej Kolumbii Brytyjskiej.

## Obsada
- Sarah Polley – Ann
- Amanda Plummer – Laurie
- Scott Speedman – Don
- Leonor Watling – Ann, sąsiadka
- Debbie Harry – matka Anny
- Maria de Medeiros – fryzjerka
- Mark Ruffalo – Lee
- Julian Richings – dr Thompson
- Jessica Amlee – Penny
- Kenya Jo Kennedy – Patsy